# Edward C. Kendall
Edward Calvin Kendall, född 
8 mars 1886 i Norwalk i Connecticut, död 
4 maj 1972 i Princeton i New Jersey, var en amerikansk kemist och professor vid Mayokliniken.

## Biografi
Kendall utbildade sig vid Columbia University där han tog kandidatexamen 1908, civilingenjörsexamen i kemi 1909 och sin fil. dr-grad 1910. Han bedrev forskning vid St Lukes Hospital i New York fram till 1914 då han utnämndes till chef för biokemisektionen vid forskarskolan inom Mayo Foundation.
År 1950 erhöll han tillsammans med Philip S. Hench och Tadeus Reichstein Nobelpriset i fysiologi eller medicin för upptäckter rörande binjurebarkens hormoner och deras effekt på ledgångsreumatism.
Kendall forskade inte enbart på binjurarna, utan var också den som isolerade ämnet tyroxin, ett hormon i sköldkörteln, och var delaktig i det forskarteam som kristalliserade glutation och identifierade dess kemiska struktur.
Kendalls karriär på Mayo upphörde 1951, då han uppnådde pensionsåldern. Han flyttade då till Princeton University, där han var gästprofessor vid institutionen för biokemi. Han förblev ansluten med Princeton fram till sin död 1972.

## Hedersbetygelser
Kendall tilldelades, förutom Nobelpriset, flera betydande utmärkelser såsom
- Lasker Award,
- Passano Foundation Award.

Han utsågs också till hedersdoktor vid
- University of Cincinnati,
- Western Reserve University,
- Williams College,
- Yale University,
- Columbia University,
- National University of Ireland, och
- Gustavus Adolphus College.